# 21462 Karenedbal
21462 Karenedbal (1998 HC78) là một tiểu hành tinh vành đai chính được phát hiện ngày 21 tháng 4 năm 1998 bởi Nhóm nghiên cứu tiểu hành tinh gần Trái Đất phòng thí nghiệm Lincoln ở Socorro.